# Моллет, Дэвид
Дэвид Моллет (англ. David Mallet или, на шотландский манер, Мэллок, (англ. Malloch); не позднее 1705 — 21 апреля 1765, Лондон) — шотландский поэт и драматург.

## Биография
Родился около 1705 года вблизи города Криффа в Шотландии в семье Джеймса Мэллока, зажиточного фермера-арендатора, принадлежавшего к клану Макгрегор, и его жены Беатрис, девичья фамилия которой неизвестна. Семья Моллета была католической и пострадала за свою поддержку Якобитского восстания 1715 года. Учился у Джона Кера, педагога и поэта, писавшего стихи на латыни. 
В 1717 году Моллет, который тогда был подростком, подрабатывал уборщиком в средней школе Эдинбурга за 20 шотландских фунтов в год, и, возможно, учился там же (Джон Кер был преподавателем этой школы, куда перевёлся из приходской школы Криффа, с 1710 по 1717 год). В 1720 году стал репетитором сыновей мистера Хоума из Дрэгхорна. В 1721—1723 гг. получал образование в Эдинбургском университете, где свел дружбу с сокурсником Джеймсом Томсоном, будущим известным поэтом. Во время учёбы продолжал исполнять обязанности репетитора.
В июле 1723 года принял должность частного преподавателя для детей герцога Монтроза с жалованьем в 30 фунтов стерлингов в год. Университет оставил, не получив степени, и в августе 1723 года уехал в Лондон в семью Монтрозов, в которой прожил до 1731 года. В Лондоне познакомился и подружился с поэтом Александром Поупом и другими известными людьми искусства.
В этом же году Дэвид создал свое известное произведение «Уильям и Маргарет», взяв за основу народную балладу «Прекрасная Маргарет и милый Уильям». В 1740 году в соавторстве с Томсоном он сочинил пьесу «Альфред», посвященную Альфреду Великому, для театра масок, вдохновившую Томсона на написание поэмы «Правь, Британия!» В 1751 году, через 3 года после кончины Томсона, Моллет опубликовал новый вариант пьесы «Альфред», добавив в нее ряд сцен и песен.
Дэвид был редактором посмертного издания сочинений виконта Болингброка.
В 1763 году Моллет при содействии лорда Бьюта, благодарного поэту за хвалу, получил синекуру — пост инспектора
казначейских книг в лондонских портах с окладом в 300 фунтов стерлингов. Эту должность Моллет занимал до самой своей кончины.

## Семья
- Первая жена Сусанна, в браке с Дэвидом с 1734 года, умерла в январе 1741-42 года. Дети: Чарльз, Дороти Цилезия (1738—1790, в браке с 1759, после свадьбы жила в Италии, автор трагедии «Альмида», 1771).
- Вторая жена Люси Эстоб, дочь лорда Карлайла Стюарта, в браке с поэтом с 07.10.1742. Женитьба на Люси принесла поэту приданого 10 тыс. фунтов стерлингов. Дети: Люси и Арабелла.

## Произведения
- «Пастораль», 1720.
- «Уильям и Маргарет» (англ. William and Margaret), баллада, 1724, 1727.
- «Экскурсия» (англ. The Excursion), 1728.
- «Эдвин и Эмма» (англ. Edwin and Emma), баллада.
- «Эвридика» (англ. Eurydice), трагедия, 1731, с прологом и эпилогом английского драматурга Арона Хилла.
- «Зефир, или Стратагема» (англ. Zephir or, the Stratagem), бурлеск.
- «Словесная критика», поэма, 1733.
- «Мустафа» (англ. Mustapha), трагедия, 1739.
- «Жизнь Фрэнсиса Бэкона, лорда-канцлера Англии» (англ. The Life of Francis Bacon, Lord Chancellor of England), 1740. Александр Делейр (фр. Alexandre Deleyre) перевел книгу на французский язык, а перевод с французского на русский выполнил и издал в 1760 году В. К. Тредиаковский.
- «Аминтор и Теодора, или Отшельник» (англ. Amyntor and Theodora, or the Hermit), поэма, 1747.
- «Эльвира», трагедия, 1763.

## Некоторые издания произведений
- Mr. Mallet. The Life of Francis Bacon, Lord Chancellor of England. — London: Printed for A. Millar, against St. Clement's Church, in the Strand, MDCCXL (1740). — P. VIII, 197+3.
- The Poetical works of David Mallet. With the life of the author. — Edinburg: the Apollo press, by the Martins, 1780.